# Municipio de Santa Catarina Tayata
El municipio de Santa Catarina Tayata es un municipio de 663 habitantes situado en el Distrito de Tlaxiaco, Oaxaca, México.

## Demografía
En el municipio habitan 663 personas, de las cuales 11% habla una lengua indígena.
En el mismo año había en el municipio 192 hogares, de los cuales 73 estaban encabezados por jefas de familia.  El grado promedio de escolaridad de la población de 15 años o más en el municipio era en 2010 de 7.4.

## Organización
| Nombre de la localidad           | Población 2010 |
| Santa Catarina Tayata            | 277            |
| Cuauhtémoc                       | 267            |
| Yucusito                         | 33             |
| Segunda Sección                  | 27             |
| El Llano                         | 25             |
| Chijaha                          | 18             |
| Barrio Dolores (Primera Sección) | 17             |
| Yosomaño                         | 15             |

## Flora y fauna
El municipio tiene una amplia diversidad forestal: Encino amarillo, rojo y blanco, ocote, enebro, madroño, palo de ramón, sabino y ahuehuete; dentro de los árboles frutales se encuentran los manzanos, durazno, níspero, capulín, limón, membrillo, aguacate, tejocote.
Los animales silvestres que habitan en estos lugares son coyotes, zorros y tejones.